# Алфеев, Владимир Николаевич
Влади́мир Никола́евич Алфе́ев (26 апреля 1930, Умань — 10 апреля 2006, Москва) — директор Института нанотехнологии и наноэлектроники, доктор технических наук (с 1964 года), профессор (с 1970 года), академик РАЕН (с 1992 года); академик и президент Академии технологических наук; академик Инженерной академии РФ, член Американского вакуумного общества, член Оптического и Физического обществ; главный редактор журнала «Новые высокие технологии»; лауреат Государственной премии СССР (1983 год).

## Биография
Родился 26 апреля 1930 года в городе Умань (ныне Черкасская область) в семье военнослужащего. В 1955 году окончил Военную академию связи, в 1957 году — Московский электротехнический институт.
В 1968—1974 годах — директор первого в СССР научно-производственного Центра криогенных технологий «Сатурн», с 1988 года руководил межотраслевым предприятием «Сверхматрица». С февраля 1990 года и до смерти — президент Российской академии технологических наук.
Жил в Москве на бульваре Яна Райниса, 43. Умер 10 апреля 2006 года. Похоронен на Троекуровском кладбище.
Награждён орденом Почёта (1998).

## Научная деятельность
Более 12 лет руководил созданием многоспектровых систем космического зондирования и наблюдения. Автор монографий по новым технологиям, более 300 научных работ, подавляющее количество которых отмечено наградами крупнейших международных выставок.
Автор открытия нелинейных явлений при контакте сверхпроводников с полупроводниками, основоположник интегральной криоэлектроники на базе наноструктур и технологий космических криогенных систем приема сверхдальних излучений, руководитель научно-технологического направления создания многоспектральных приемников спутникового телевидения и цифровой связи и систем наблюдения из космоса.

## Память
В Киеве, на проспекте Леся Курбаса, 2б, на фасаде ОАО НПП «Сатурн», основателем и руководителем которого был Владимир Алфеев, установили гранитную мемориальную доску.